# 牟岐警察署
牟岐警察署（むぎけいさつしょ）は、徳島県警察が管轄する警察署の一つ。

## 所在地
- 徳島県海部郡牟岐町大字中村字山田2番地の1

## 管轄区域
- 海部郡
  - 牟岐町
  - 美波町
  - 海陽町

## 沿革
- 2006年（平成18年）3月31日 - 管内の海部郡日和佐町と由岐町が新設合併し美波町に、同郡海南町、海部町、宍喰町の3町が新設合併し海陽町となった。この結果、管轄市町村数は6町から3町となった。
- 2021年（令和3年）4月1日 - 美波町桜町駐在所を交番に変更。

## 交番
- 桜町交番（海部郡美波町奥河内字寺前71番地2）

## 駐在所
- 美波町由岐駐在所（海部郡美波町西ノ地字東地11番地4）
- 海陽町浅川駐在所（海部郡海陽町浅川字港町5番地17）
- 海陽町大里駐在所（海部郡海陽町大里字松ノ本3番地8）
- 海陽町奥浦駐在所（海部郡海陽町奥浦字新町81番地）
- 海陽町宍喰駐在所（海部郡海陽町久保字松ノ本123番地7）

### かつてあった駐在所
- 美波町東町駐在所（海部郡美波町奥河内字本村40番地）
- 海陽町神野駐在所（海部郡海陽町神野字高尾61番地1）
- 海陽町野江駐在所（海部郡海陽町野江字小路33番地6）

## 周辺
- 牟岐町役場
- 徳島家庭裁判所牟岐出張所・牟岐簡易裁判所
- 牟岐郵便局
- 牟岐町立牟岐小学校
- 徳島県立海部病院
- 正観寺
- 牟岐川
- 瀬戸川
- 牟岐漁港

## アクセス
- JR牟岐線 牟岐駅から南西へ400m
- 南部バス 正観寺前停留所下車
- 国道55号沿い